# Velika Jastrebica
Le mont Velika Jastrebica, la « grande montagne du faucon », est un sommet du massif de l'Orjen, au Monténégro. ll s'élève à une altitude de 1 862 m.
La Velika Jastrebica se trouve dans les Alpes dinariques, sur le haut plateau de la Bijela gora, à l'ouest du Monténégro et à proximité de la frontière avec la Bosnie-Herzégovine. Le mont est entouré de nombreux cirques formés pendant la dernière période glaciaire. Il est couvert de forêts de sapins blancs et de hêtres ; à la limite de ces forêts, on y trouve également le pin de Bosnie.
Cette montagne au sommet arrondi est facile à escalader.